# Mistrzostwa Świata U-17 w Piłce Nożnej 1999
Mistrzostwa świata do lat 17 w piłce nożnej 1999 odbyły się w Nowej Zelandii między 10 a 27 listopada. Mecze w ramach turnieju odbywały się w 4 miastach: Auckland, Christchurch, Dunedin oraz Napier. Mogli w nim wziąć udział piłkarze urodzeni po 1 stycznia 1982.

## Drużyny
| Tajlandia     | 1 i 2 miejsce w kwalifikacjach w strefie azjatyckiej                                      |
| Katar         | 1 i 2 miejsce w kwalifikacjach w strefie azjatyckiej                                      |
| Ghana         | 1,2,3 miejsce w kwalifikacjach w strefie afrykańskiej                                     |
| Burkina Faso  | 1,2,3 miejsce w kwalifikacjach w strefie afrykańskiej                                     |
| Mali          | 1,2,3 miejsce w kwalifikacjach w strefie afrykańskiej                                     |
| Jamajka       | zwycięzca grupy A, zwycięzca grupy B i zwycięzca play-off kwalifikacji w strefie CONCACAF |
| Meksyk        | zwycięzca grupy A, zwycięzca grupy B i zwycięzca play-off kwalifikacji w strefie CONCACAF |
| USA           | zwycięzca grupy A, zwycięzca grupy B i zwycięzca play-off kwalifikacji w strefie CONCACAF |
| Brazylia      | 1,2,3 miejsce w kwalifikacjach w strefie CONMEBOL                                         |
| Paragwaj      | 1,2,3 miejsce w kwalifikacjach w strefie CONMEBOL                                         |
| Urugwaj       | 1,2,3 miejsce w kwalifikacjach w strefie CONMEBOL                                         |
| Australia     | zwycięzca kwalifikacji w strefie Oceanii                                                  |
| Hiszpania     | 1,2,3 miejsce w kwalifikacjach w strefie europejskiej                                     |
| Polska        | 1,2,3 miejsce w kwalifikacjach w strefie europejskiej                                     |
| Niemcy        | 1,2,3 miejsce w kwalifikacjach w strefie europejskiej                                     |
| Nowa Zelandia | gospodarz                                                                                 |

- Australia awansowała do turnieju po zwycięstwie w play-off w dwumeczu z Bahrajnem.

## Przebieg turnieju

### Grupa A
| M | Reprezentacja     | M | Z | R | P | Bramki | Pkt |
| 1 | Stany Zjednoczone | 3 | 2 | 1 | 0 | 4 : 2  | 7   |
| 2 | Urugwaj           | 3 | 1 | 1 | 1 | 6 : 2  | 4   |
| 3 | Nowa Zelandia     | 3 | 1 | 0 | 2 | 3 : 8  | 3   |
| 4 | Polska            | 3 | 0 | 2 | 1 | 3 : 4  | 2   |

10 listopada 1999
| Nowa Zelandia | 1-2 (1-0) | Stany Zjednoczone | Auckland |  |  |

11 listopada 1999
| Urugwaj | 1-1 (0-0) | Polska | Auckland |  |  |

13 listopada 1999
| Nowa Zelandia | 0-5 (0-2) | Urugwaj | Auckland |  |  |

| Stany Zjednoczone | 1-1 (0-1) | Polska | Auckland |  |  |

16 listopada 1999
| Polska | 1-2 (0-0) | Nowa Zelandia | Auckland |  |  |

| Stany Zjednoczone | 1-0 (0-0) | Urugwaj | Auckland |  |  |

### Grupa B
| M | Reprezentacja | M | Z | R | P | Bramki | Pkt |
| 1 | Ghana         | 3 | 2 | 1 | 0 | 12 : 2 | 7   |
| 2 | Meksyk        | 3 | 2 | 0 | 1 | 5 : 4  | 6   |
| 3 | Hiszpania     | 3 | 1 | 1 | 1 | 7 : 2  | 4   |
| 4 | Tajlandia     | 3 | 0 | 0 | 3 | 1 : 17 | 0   |

11 listopada 1999
| Ghana | 1-1 (1-0) | Hiszpania | Napier |  |  |

| Meksyk | 4-0 (2-0) | Tajlandia | Napier |  |  |

13 listopada 1999
| Hiszpania | 6-0 (4-0) | Tajlandia | Napier |  |  |

| Ghana | 4-0 (1-0) | Meksyk | Napier |  |  |

16 listopada 1999
| Tajlandia | 1-7 (0-4) | Ghana | Napier |  |  |

| Hiszpania | 0-1 (0-1) | Meksyk | Napier |  |  |

### Grupa C
| M | Reprezentacja | M | Z | R | P | Bramki | Pkt |
| 1 | Australia     | 3 | 2 | 0 | 1 | 4 : 3  | 6   |
| 2 | Brazylia      | 3 | 1 | 2 | 0 | 2 : 1  | 5   |
| 3 | Niemcy        | 3 | 0 | 2 | 1 | 1 : 2  | 2   |
| 4 | Mali          | 3 | 0 | 2 | 1 | 0 : 1  | 2   |

12 listopada 1999
| Brazylia | 2-1 (1-0) | Australia | Christchurch |  |  |

| Mali | 0-0 (0-1) | Niemcy | Christchurch |  |  |

14 listopada 1999
| Australia | 2-1 (0-1) | Niemcy | Christchurch |  |  |

| Brazylia | 0-0 (0-0) | Mali | Christchurch |  |  |

17 listopada 1999
| Niemcy | 0-0 (0-0) | Brazylia | Christchurch |  |  |

| Australia | 1-0 (1-0) | Mali | Christchurch |  |  |

### Grupa D
| M | Reprezentacja | M | Z | R | P | Bramki | Pkt |
| 1 | Paragwaj      | 3 | 2 | 1 | 0 | 9 : 2  | 7   |
| 2 | Katar         | 3 | 2 | 0 | 1 | 6 : 3  | 6   |
| 3 | Burkina Faso  | 3 | 1 | 1 | 1 | 4 : 4  | 4   |
| 4 | Jamajka       | 3 | 0 | 0 | 3 | 0 : 10 | 0   |

12 listopada 1999
| Jamajka | 0-1 (0-1) | Burkina Faso | Dunedin |  |  |

| Paragwaj | 2-0 (2-0) | Katar | Dunedin |  |  |

14 listopada 1999
| Burkina Faso | 1-2 (0-2) | Katar | Dunedin |  |  |

| Jamajka | 0-5 (0-4) | Paragwaj | Dunedin |  |  |

17 listopada 1999
| Katar | 4-0 (1-0) | Jamajka | Dunedin |  |  |

| Burkina Faso | 2-2 (0-2) | Paragwaj | Dunedin |  |  |

## Faza pucharowa

### Ćwierćfinały
20 listopada 1999
| Stany Zjednoczone | 3-2 (2-1) | Meksyk | Auckland |  |  |

| Ghana | 3-2 p.d. (2-2,2-1) | Urugwaj | Napier |  |  |

21 listopada 1999
| Australia | 1-0 (0-0) | Katar | Christchurch |  |  |

| Paragwaj | 1-4 (1-2) | Brazylia | Dunedin |  |  |

### Półfinały
24 listopada 1999
| Stany Zjednoczone | 2-2 k.6-7 (2-2,1-2) | Australia | Christchurch |  |  |

| Ghana | 2-2 k.2-4 (2-2,0-2) | Brazylia | Auckland |  |  |

### Mecz o 3 miejsce
27 listopada 1999
| Stany Zjednoczone | 0-2 (0-1) | Ghana | Auckland |  |  |

## Finał
27 listopada 1999
| Brazylia | 0-0 k.8-7 | Australia | 16:00 – North Harbour Stadium, Auckland Sędzia: Kiros Wasaras (Grecja) Widzów: 22,859 |
|          |           |           | 16:00 – North Harbour Stadium, Auckland Sędzia: Kiros Wasaras (Grecja) Widzów: 22,859 |

## Klasyfikacja strzelców
| Zespół   | Zawodnik      | Gole |
| -------- | ------------- | ---- |
| Ghana    | Ishmael Addo  | 7    |
| Katar    | Waleed Rasoul | 4    |
| Brazylia | Leonardo      | 4    |

## Inne
- Meksyk otrzymał nagrodę fair-play turnieju.